# Gillian Flynn
Gillian Schieber Flynn (Kansas City, 24 de fevereiro de 1971), é uma escritora americana e crítica televisiva na Entertainment Weekly. Ela publicou quatro livros: Objetos Cortantes [BR/PT], Lugares Escuros [BR/PT], Brasil: Garota Exemplar / Portugal: Em Parte Incerta e O Adulto [BR/PT]

## Biografia
Gillian Flynn nasceu em Kansas City, Missouri, e cresceu no bairro de Coleman Highlands, nessa cidade. Seus pais eram professores do Metropolitan Community College - Penn Valley: sua mãe, Judith Ann, era professora de interpretação de texto, e seu pai, Edwin Matthew Flynn, de cinema. Ela tem um irmão mais velho, Travis, que é mecânico de ferrovias. Seu tio, Robert Schieber, é o juiz da Corte do Condado de Jackson.
Flynn era "dolorosamente tímida" e encontrou uma fuga na leitura e na escrita. Frequentou a Universidade do Kansas, onde recebeu seus diplomas de graduação em inglês e jornalismo. Inicialmente, Flynn queria trabalhar como repórter policial, mas ela preferiu se concentrar em seus próprios escritos, pois descobriu que não tinha "aptidão para reportar a polícia".
Ela passou dois anos na Califórnia, escrevendo para uma revista especializada em recursos humanos, antes de se mudar para Chicago e adquirir título de mestrado em jornalismo na Northwestern University em 1997.
Em 2014, entrou pela primeira vez na lista de escritores mais bem pagos do mundo pela revista Forbes. Flynn vive atualmente em Chicago com seu marido e seu único filho.

## Livros
| Ano  | Título (EUA)  | Título (BR)       | Título (PT)       |
| ---- | ------------- | ----------------- | ----------------- |
| 2006 | Sharp Objects | Objetos Cortantes | Objetos Cortantes |
| 2009 | Dark Places   | Lugares Escuros   | Lugares Escuros   |
| 2012 | Gone Girl     | Garota Exemplar   | Em Parte Incerta  |
| 2014 | The Grownup   | O Adulto          | O Adulto          |

## Prêmios e Indicações
| Ano  | Prêmio                                            | Categoria               | Trabalho  | Resultado |
| ---- | ------------------------------------------------- | ----------------------- | --------- | --------- |
| 2014 | Alliance of Women Film Journalists                | Melhor Roteiro Adaptado | Gone Girl | Venceu    |
| 2014 | Alliance of Women Film Journalists                | Melhor Roteiro Adaptado | Gone Girl | Venceu    |
| 2014 | Austin Film Critics Association                   | Melhor Roteiro Adaptado | Gone Girl | Venceu    |
| 2014 | Black Film Critics Circle                         | Melhor Roteiro Adaptado | Gone Girl | Venceu    |
| 2014 | Chicago Film Critics Association                  | Melhor Roteiro Adaptado | Gone Girl | Venceu    |
| 2014 | Critics' Choice Movie Awards                      | Melhor Roteiro Adaptado | Gone Girl | Venceu    |
| 2014 | Florida Film Critics Circle Awards                | Melhor Roteiro Adaptado | Gone Girl | Venceu    |
| 2014 | Georgia Film Critics Association Award            | Melhor Roteiro Adaptado | Gone Girl | Venceu    |
| 2014 | Hollywood Film Awards                             | Melhor Roteiro Adaptado | Gone Girl | Venceu    |
| 2014 | Oklahoma Film Critics Circle                      | Melhor Roteiro Adaptado | Gone Girl | Venceu    |
| 2014 | Online Film Critics Society Awards                | Melhor Roteiro Adaptado | Gone Girl | Venceu    |
| 2014 | Phoenix Film Critics Society Awards               | Melhor Roteiro Adaptado | Gone Girl | Venceu    |
| 2014 | San DiegoFilm Critics Society Awards              | Melhor Roteiro Adaptado | Gone Girl | Venceu    |
| 2014 | Southeastern Film Critics Association             | Melhor Roteiro Adaptado | Gone Girl | Venceu    |
| 2014 | St. Louis Gateway Film Critics Association Awards | Melhor Roteiro Adaptado | Gone Girl | Venceu    |
| 2014 | Washington D.C. Area Film Critics Association     | Melhor Roteiro Adaptado | Gone Girl | Venceu    |
| 2014 | Central Ohio Film Critics Association Awards      | Melhor Roteiro Adaptado | Gone Girl | Indicado  |
| 2014 | Denver Film Critics Society                       | Melhor Roteiro Adaptado | Gone Girl | Indicado  |
| 2014 | North Carolina Film Critics Association Awards    | Melhor Roteiro Adaptado | Gone Girl | Indicado  |
| 2014 | International Online Film Critics' Poll           | Melhor Roteiro Adaptado | Gone Girl | Indicado  |
| 2014 | Phoenix Critics Circle                            | Melhor Roteiro Adaptado | Gone Girl | Indicado  |
| 2014 | San Francisco Film Critics Circle                 | Melhor Roteiro Adaptado | Gone Girl | Indicado  |
| 2014 | Golden Globe Award                                | Melhor Roteiro Adaptado | Gone Girl | Indicado  |
| 2014 | USC Scripter Award                                | Melhor Roteiro Adaptado | Gone Girl | Indicado  |
| 2014 | BAFTA                                             | Melhor Roteiro Adaptado | Gone Girl | Indicado  |
| 2014 | Writers Guild of America Awards                   | Melhor Roteiro Adaptado | Gone Girl | Indicado  |
| 2014 | Satellite Awards                                  | Melhor Roteiro Adaptado | Gone Girl | Indicado  |